# Valdemaqueda
Valdemaqueda es un municipio de España perteneciente a la Comunidad de Madrid. Forma parte de la comarca de la Sierra Oeste, enclavada en el extremo suroccidental de la región, en el límite con Castilla y León. El término municipal tiene una población de 833 habitantes (INE 2024).

## Símbolos
El escudo heráldico y la bandera que representan al municipio fueron aprobados oficialmente el 29 de diciembre de 2012. El escudo se blasona de la siguiente manera:

Escudo cortado: Primero, de plata, un pino, arrancado, de sinople; segundo, de azur, y sobre ondas de plata y azur, un puente de tres ojos, de plata, mazonado de sable; bordura general de oro, cargada de trece roeles de azur. Al timbre, la corona real española.
Boletín Oficial de la Comunidad de Madrid nº 16 de 19 de enero de 2013

La descripción de la bandera es la siguiente:

De proporciones 2:3. Terciada en bajo, de rojo, blanco y azul, con el escudo municipal en el centro.
Boletín Oficial de la Comunidad de Madrid nº 16 de 19 de enero de 2013

## Geografía

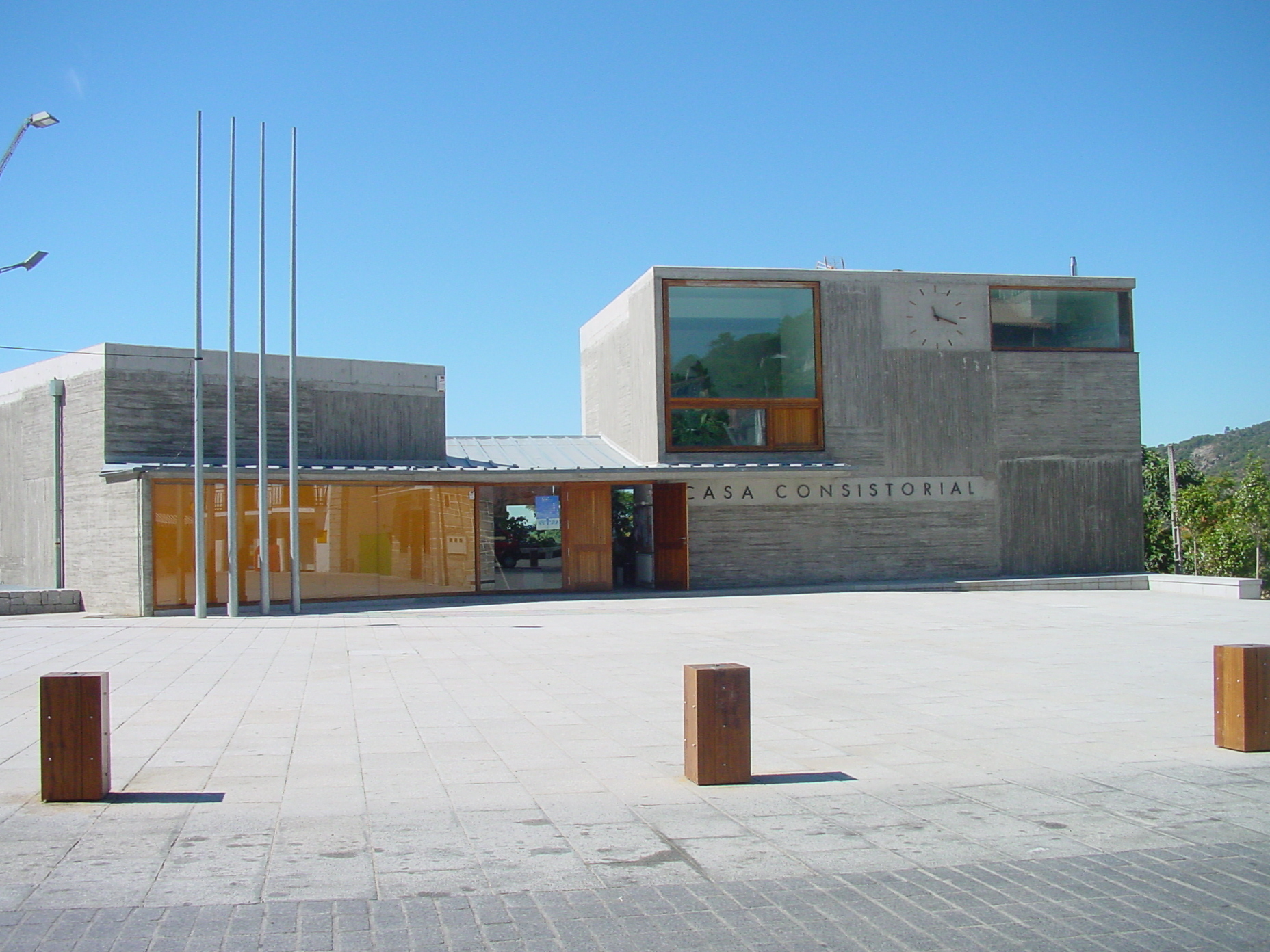
Edificio del Ayuntamiento de Valdemaqueda

Valdemaqueda tiene una superficie de 52,2 km², que se extienden por una zona montañosa, encuadrada geológicamente en la sierra de Guadarrama.
El municipio está atravesado por el río Cofio, uno de los principales afluentes del Alberche y éste del Tajo, con lo que su término queda adscrito a la cuenca hidrográfica de este último río. Otras corrientes fluviales son los arroyos de las Chorreras, del Hornillo, de la Puebla y de la Hoz. La altitud media de la localidad es de 872 m sobre el nivel del mar. Muchas calles de Valdemaqueda son muy empinadas y costosas a la hora de subir por ellas.
Linda al norte con Santa María de la Alameda, al este con Robledo de Chavela y con Santa María de la Alameda, al sur con Robledo de Chavela y al oeste con la provincia de Ávila.

## Historia
Aunque algunas hipótesis señalan que su origen es romano, las primeras referencias escritas de Valdemaqueda no aparecen hasta el año 1340. Es muy probable que, ya en el siglo XI, existiese un núcleo de población, surgido tras el proceso de repoblación llevado a cabo por el Reino de Castilla, tras la Reconquista.
No obstante, a finales del siglo XV, el historiador andalusí Al-Himyari, en la descripción que da de Madrid, afirma que «de Madrid al puente de Māqida, límite del territorio del islam, hay treinta y una millas» (se refiere al límite en la época en que Madrid era parte de al-Ándalus). Dado que es improbable que Māqida se refiera a Maqueda, situada a unos 70 km al sur de Madrid —lo que dejaría a la capital fuera del territorio andalusí—, algunos estudiosos sugieren que se trata de Valdemaqueda, cuya ubicación coincide con el área fronteriza antes de la conquista de Toledo (1085) y la distancia en millas que da al-Himyari equivale a los aproximadamente 50 km que separan esta población de la capital. Si bien la fuente árabe es tardía, de ser cierta la hipótesis indicaría la existencia de una población en Valdemaqueda ya en época andalusí.
Valdemaqueda adquirió entidad jurídica propia en el siglo XVIII. Con una población de apenas 100 habitantes en aquellos momentos, Valdemaqueda solicitó a la Corona española su desvinculación de Las Navas del Marqués (Ávila), ante los elevados tributos que debía abonar al marquesado y las prohibiciones de siembra en buena parte de las tierras de labor de su área de influencia.
Sus bases económicas se han sostenido tradicionalmente en la producción de arcilla, muy abundante en el valle del río Cofio, y en la industria maderera, gracias a sus frondosos bosques de pino y encina. Valdemaqueda fue uno de los principales abastecedores de madera al Monasterio de El Escorial durante el siglo XVI, cuando este edificio fue construido. 
En el siglo XVII fueron descubiertas en su término unas minas de oro. El ducado de Santiesteban las explotó hasta 1845, año en el que la propiedad pasó a los duques de Medinaceli. 
Hacia mediados del siglo XIX, el lugar tenía contabilizada una población de 86 habitantes. La localidad aparece descrita en el decimoquinto volumen del Diccionario geográfico-estadístico-histórico de España y sus posesiones de Ultramar de Pascual Madoz de la siguiente manera:

VALDE MAQUEDA: v. con ayunt. de la prov. y aud. terr. de Madrid (11 leg.), part. jud. de San Martin de Valdeiglesias (4), c. g. de Castilla la Nueva, dióc. de Avila (7). sit. en la falda S. de una sierra; la combaten todos los vientos, en particular el S. y E., y su clima es propenso por lo comun á tercianas. Tiene 40 casas inferiores; la de ayunt., que sirve á la par de cárcel; 2 fuentes de regulares aguas, y una igl. parr. (San Lorenzo mártir) con curato de entrada y provision ordinaria; en los afueras se encuentra una ermita (Ntra. Sra. de los Remedios) con culto público á espensas de los fieles, el cementerio en parage saludable, y varias fuentes de buenas aguas, surtiéndose los vec. para sus usos de una llamada de las Viñas. Confina el térm.: N. Las Navas de Pinares o del Marqués; E. Hoyo de Pinares, y S. y O. Robledo de Chavela: comprende 2 cas. ó casas de guardas llamadas Villaescusa y Valdemaqueda, ambas propias del duque de Medinaceli; un monte de encinas, pinos y mata baja; una cantera de piedra jaspe y cal; una deh. de 1/4 leg. de estension; 2 prados naturales con regulares yerbas, y algunas praderas: le cruza un r. titulado Cofio. El terreno es de mediana calidad. caminos: los que dirigen á los pueblos limítrofes. El correo se recibe en San Lorenzo del Escorial por balijero de Robledo. prod.: centeno, lino, algunas patatas y muchos piñones; mantiene ganado vacuno, cabrio v de cerda; cria caza de conejos, perdices, venados, jabalíes y corzos, y pesca de barbos y truchas. ind.: un molino harinero, y carboneo. pobl.: 24 vec., 86 alm. cap. prod.: 1.481,198 reales. imp.: 87,989. contr.: 9'65 por 100.
(Madoz, 1849, p. 257)

En 1906 la Unión Resinera Española se hizo con las tierras donde se encontraban las minas, abandonándose la extracción de oro.

## Demografía
Cuenta con una población de 833 habitantes (INE 2024).
| Gráfica de evolución demográfica de Valdemaqueda entre 1842 y 2021                                                    |
| |
| Población de derecho según los censos de población del INE. Población de hecho según los censos de población del INE. |

## Transporte
Al municipio llegan tres líneas de autobús, una de ellas comienza su recorrido en el Intercambiador de Moncloa y la otra es nocturna. Están operadas por la empresa ALSA y son las siguientes:
| Línea | Recorrido                                                      |
| ----- | -------------------------------------------------------------- |
| 640   | San Lorenzo de El Escorial - Robledo de Chavela - Valdemaqueda |
| 645   | Madrid (Moncloa) – Robledo de Chavela - Cebreros               |
| N604  | El Escorial – Robledo de Chavela - Valdemaqueda                |

## Monumentos y lugares de interés
La localidad cuenta con un importante patrimonio ambiental, protegido legalmente mediante la inclusión de parte de su término en la ZEPA (Zona de Especial Protección de Aves) de los Pinares de Valdemaqueda.

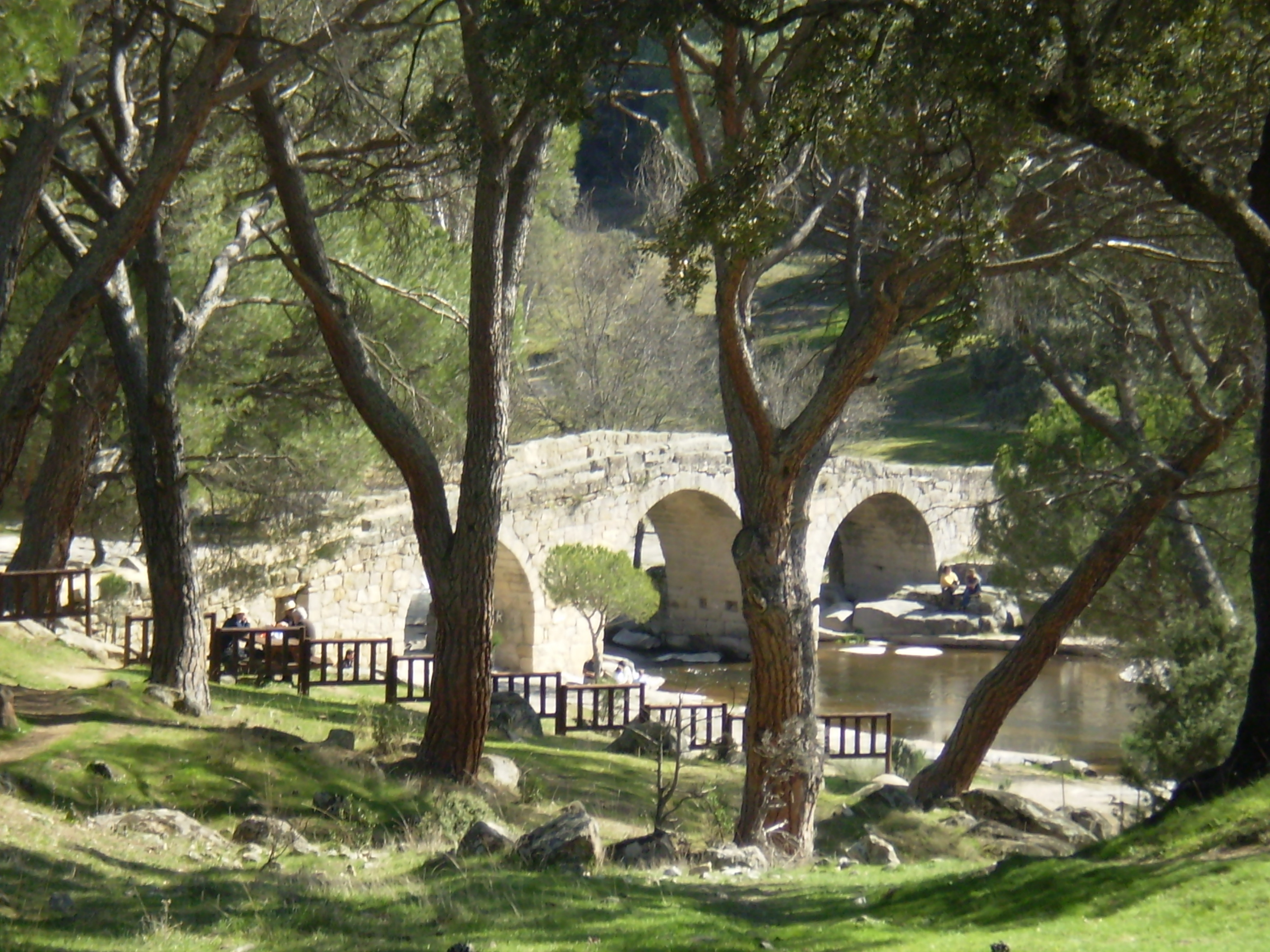
Puente Mocha sobre el río Cofio

A unos cuatro kilómetros del casco urbano, se halla el Puente Mocha, que se alza sobre el río Cofio, sin duda el principal monumento del municipio. Aunque es designado popularmente como puente romano, es de origen bajomedieval o prerrenacentista. Consta de cuatro ojos a medio punto y de dos vanos de losas planas. Su tablero tiene una longitud de 40 m.
Otras construcciones de interés son la iglesia parroquial de San Lorenzo Mártir (siglos XV-XVI) y la ermita de Nuestra Señora de los Remedios (siglos XVIII-XIX). El pueblo aún conserva elementos de arquitectura rural, entre los que destacan algunas fuentes, molinos y edificios.

## Servicios

### Educación
En Valdemaqueda hay un guardería y un colegio de carácter público ambos centros. Sin embargo no cuenta con un instituto de educación secundaria.